# 小行星6363
小行星6363（6363 Doggett）是一颗绕太阳运转的小行星，为主小行星带小行星。该小行星于1981年2月6日发现。

## 轨道参数
小行星6363的轨道半长轴为2.3110666 UA，离心率为0.147。